# Ставропольская городская дума
Ставропольская городская Дума (СГД) — постоянный представительный орган местного самоуправления городского округа город Ставрополь. Действует в рамках Федерального закона № 131-ФЗ и Устава города.Срок полномочий составляет 5 лет.
На июль 2025 г. Дума работает в составе VIII созыва, однако досрочно прекращает полномочия 30 июня 2025 г. в связи с расширением депутатского корпуса до 39 человек и проведением досрочных выборов 12-14 сентября 2025 г.

## История
Царский и дореволюционный период. Первая городская дума Ставрополя провела заседание 18 января 1808 г., вскоре после получения статуса города (1785). За XIX в. думу возглавляли купцы-благотворители, например Сергей Федотович Деревщиков, служивший три неполных срока (1857—1878).
В 1930-е гг. органы местного самоуправления трансформированы в городской исполком. В 1932 г. его возглавил Андрей Логвиненко.
Современная Дума возобновила работу в начале 1990-х и с 1995 г. избирается на основе смешанной системы. Количество депутатов сократилось с 50 до 30 в 1996 г., а в 2025 г. вновь увеличивается до 39.
Председатели (после 2011 г.) Георгий Семёнович Колягин (2011—2025)
СГД координирует работу с Администрацией Ставрополя, Думой Ставропольского края и правительством региона, созывая совместные рабочие группы по транспортной реформе, экологическим проектам и ветроэнергетике. Депутаты входят в краевые общественные советы и федеральные рабочие группы при Госдуме РФ.

## Структура и руководство
С 11 июня 2020 г. и по настоящее время главой Ставрополя является Иван Иванович Ульянченко («Единая Россия»). 17 июня 2025 г. Дума переизбрала его на новый пятилетний срок (27 голосов из 28).
К Полномочиям Ставропольской городской Думы относятся решение следующих вопросов:
1. Принятие и изменение Устава города.
2. Утверждение бюджета и отчёта о его исполнении.
3. Установление местных налогов и сборов.
4. Утверждение стратегий социально-экономического развития.
5. Контроль за органами и должностными лицами МСУ.
6. Определение порядка управления муниципальной собственностью.
7. Назначение конкурса и избрание главы города.
8. Досрочное прекращение собственных полномочий (самороспуск)

## Состав VIII созыва[13][14]
| Партия                                            | Депутатов                                          | Доля   |
| ------------------------------------------------- | -------------------------------------------------- | ------ |
| «Единая Россия»                                   | 26                                                 | 86.7 % |
| ЛДПР                                              | 1                                                  | 3.3 %  |
| Справедливая Россия — Патриоты — За правду (СРЗП) | 1                                                  | 3.3 %  |
| КПРФ                                              | 1                                                  | 3.3 %  |
| Самовыдвиженцы                                    | 1 (Тамерлан Чершембеев, перешёл из КПРФ в 2024 г.) | 3.3 %  |

Грядущие досрочные выборы IX созыва пройдут 12-14 сентября 2025 года. Общее число мандатов мандатов в связи с увеличением населения Ставрополя будет 39 вместо 30. Выборы будут проходить по смешанной системе. 26 мандатов по одномандатным округам и 13 мандатов по партийным спискам.

## Критика
Монополия «Единой России» в СГД критикуется оппозиционными партиями, требующими повышения прозрачности процедуры избрания главы города и усиления доли пропорционального представительства.Решение о самороспуске оценивалось как «административно управляемый» шаг, но юристы считают его соответствующим ст. 35 ФЗ-131 и направленным на корректировку нормы представительства.